# Гавань (муниципальный округ)

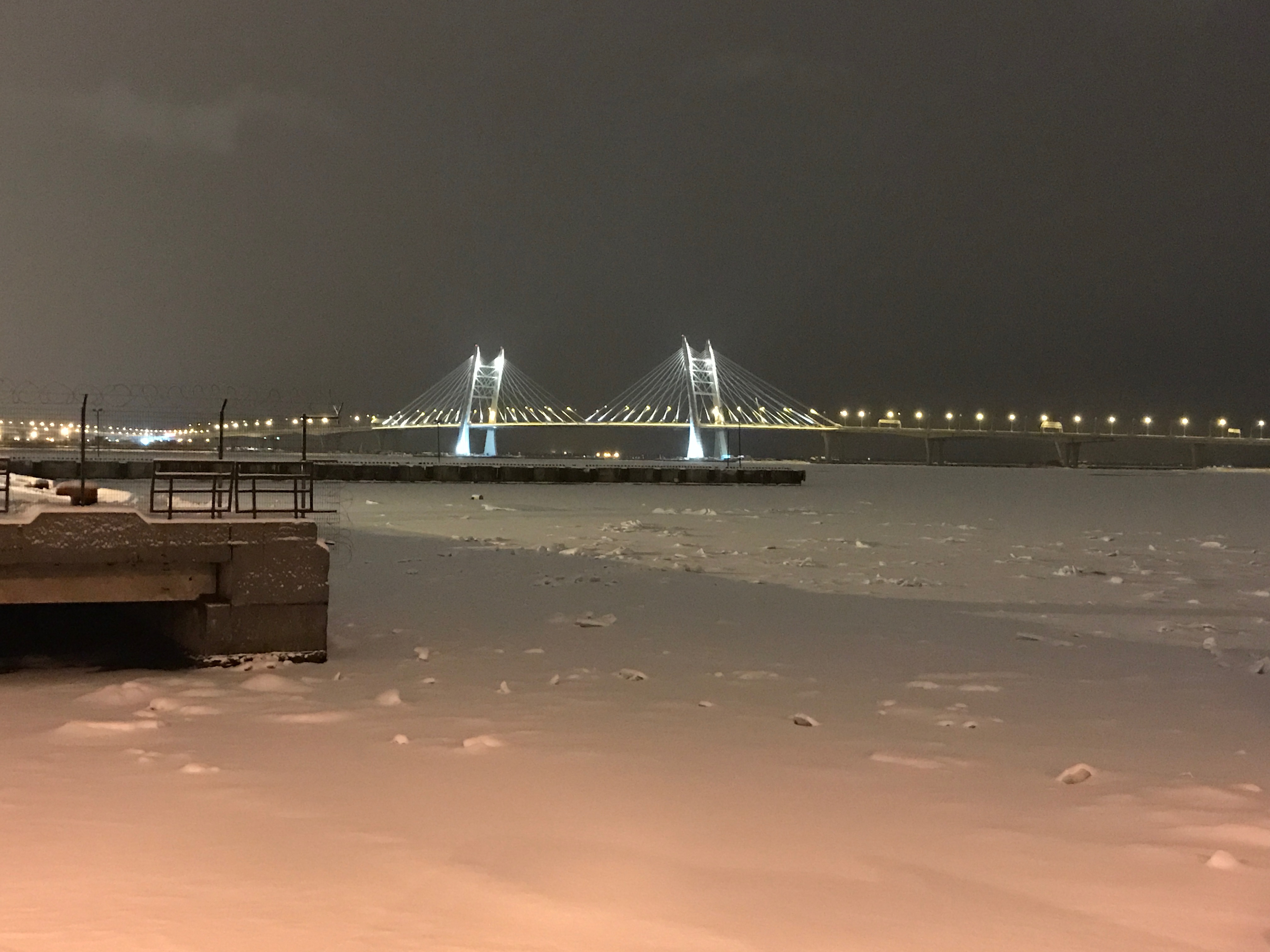
ЗСД

Га́вань — муниципальный округ в составе Василеостровского района Санкт-Петербурга.
Название округа происходит от названия одноимённого исторического района. По данным переписи населения 2021 года, в округе проживает 41 303 человека.

## Население
| 2002    | 2010    | 2012    | 2013    | 2014    | 2015    | 2016    | 2017    | 2018    |
| ------- | ------- | ------- | ------- | ------- | ------- | ------- | ------- | ------- |
| 35 766  | ↗35 927 | ↗36 483 | ↗37 057 | ↗37 140 | ↘37 109 | ↘36 674 | ↗36 749 | ↗36 799 |
| 2019    | 2020    | 2021    | 2023    | 2025    |         |         |         |         |
| ↘36 755 | ↘36 451 | ↗41 936 | ↘41 303 | ↗41 719 |         |         |         |         |

## Основные улицы
- Большой проспект
- Улица Кораблестроителей
- Малый проспект
- Улица Беринга
- Наличная улица
- Улица Нахимова
- Средний проспект